# 長与町立長与南小学校
長与町立長与南小学校（ながよちょうりつ ながよみなみしょうがっこう, Nagayo Town Nagayo Minami Elementary School）は長崎県西彼杵郡長与町高田郷にある公立小学校。略称「南小」（みなみしょう）。

## 概要
歴史
長与地区の児童数増加に伴い、1988年（昭和63年）に開校した。2018年（平成30年）に創立30周年を迎えた。
校訓
「花いっぱい・笑顔いっぱい・歌いっぱい」
校章
中央に「南」の文字を置く。
校歌
作詞は山口宏、作曲は中原達郎による。3番まであり、各番とも「長与南小学校」で終わる。
校区
住所表記で長与町の後に吉無田郷（長与町立洗切小学校の通学区域を除く長与川左岸、サニータウン）、まなび野（全域）、高田郷（日当野、東高田、下高田、南陽台、サニータウン、川平有料道路長与橋から東側の西高田、フォーレツインキャッスル）が続く地区。
中学校区は長与町立長与第二中学校、長与町立高田中学校。

## 沿革
- 1986年（昭和61年）7月 - 校舎建設を着工。
- 1987年（昭和62年）1月 - 校章が決定。
- 1988年（昭和63年）
  - 4月1日 - 「長与町立長与南小学校」（現校名）が開校。長与町立長与小学校と長与町立高田小学校より児童を移す。
  - 5月 - 落成式・校歌発表式を挙行。校旗を制定。
- 1989年（平成元年）2月 - プレハブ教室（3教室）が完成。
- 1990年（平成2年）3月 - 西校舎6教室が完成。
- 1996年（平成8年）8月 - プレハブ教室（1教室）が完成。
- 1997年（平成9年）11月 - 創立10周年記念フェスティバルを開催。
- 1998年（平成10年）1月 - プレハブ教室（6教室）が完成。
- 1999年（平成11年）3月 - 校舎を増築。
- 2001年（平成13年）
  - 3月 - プレハブ教室（6教室）が完成。
  - 4月 - パソコンの使用環境を整備。インターネットに接続完了。
- 2002年（平成14年）9月 - パソコン教室を移転し、パソコンを増設。
- 2003年（平成15年）2月 - 北校舎6教室が完成。
- 2005年（平成17年）4月 - 通級指導教室1教室を開設。
- 2006年（平成18年）4月 - 通級指導教室2教室を開設。
- 2008年（平成20年）4月 - 特別支援学級1学級を開設。

## アクセス
最寄りの鉄道駅
- JR九州 長崎本線（旧線）「高田駅」

最寄りのバス停
- 長崎バス 「長与南小」バス停

最寄りの国道・県道
- 長崎県道33号長崎多良見線

## 周辺
- 天満宮神社
- 天満宮公園